# Carretera de gel

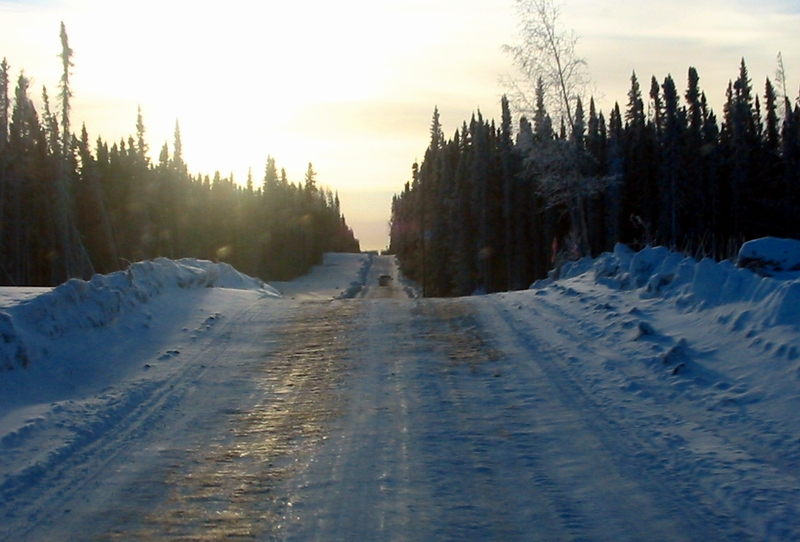
Carretera de gel al Canadà

Una carretera de gel igual que les carreteres convencionals, són infraestructures destinades a la comunicació i transport terrestre però tenen la particularitat d'ésser de gel i neu en comptes d'asfalt, grava, formigó o altre material menys peculiar.
És una estructura feta per l'home que transcorre sobre una superfície d'aigua gelada (un riu, un llac o una extensió d'aigua de mar). Les carreteres de gel solen formar part d'una carretera d'hivern, però també poden ser simples estructures autònomes, que connecten dues línies de costa. Les carreteres de gel es poden planificar, construir i mantenir perquè siguin segures i efectives, i s'han publicat una sèrie de directrius amb informació al respecte. Es pot construir una carretera de gel any rere any, per exemple, per atendre les necessitats de la comunitat durant l'hivern. També podria ser durant un any o dos, per tal de subministrar operacions particulars, com ara un projecte hidroelèctric o llocs de perforació en alta mar.

## Capacitat de suport de gel
La capacitat d'una carretera de gel per suportar de manera segura el pes d'un vehicle (o qualsevol altra càrrega aplicada sobre ell), anomenada capacitat de càrrega, és la principal preocupació a l'hora de dissenyar, construir i utilitzar aquesta estructura. En termes generals, una coberta de gel carregada verticalment reaccionarà de dues maneres: 1) s'enfonsarà i 2) es doblegarà en flexió. Per tal de complir amb els criteris de suport de gel, la superfície superior no s'ha d'enfonsar per sota de la línia d'aigua i la tensió de flexió aplicada no ha de superar la resistència a la flexió del gel. S'han de considerar tres règims de càrrega: a) pes màxim per a ús estàndard o per a aparcament durant una curta durada; b) una càrrega que roman estacionària durant un període de temps extens; i c) càrrega dinàmica de la capa de gel, des d'un vehicle de viatge.

### Pes màxim
Per a les activitats de trànsit estàndard, les directrius solen utilitzar una fórmula empírica senzilla per determinar el pes màxim del vehicle que s'ha de permetre en una carretera de gel. Aquesta fórmula, que es va proposar inicialment el 1971, sovint es coneix com la fórmula d'or :
{\displaystyle P=Ah^{2}}
on P és la càrrega, h és el gruix i A és una constant amb una unitat de pressió. Pot estar relacionat amb una resposta elàstica idealitzada de la capa de gel:
{\displaystyle \sigma _{\max }=CP/h^{2}{\text{ or }}CP=\sigma _{\max }h^{2}}
n σ max és la màxima resistència a la tracció a la part inferior d'una placa de gel infinita que descansa sobre una base elàstica. El paràmetre C es basa en la teoria de les plaques gruixudes. Per tant, amb aquesta formulació idealitzada, A és representatiu de la resistència a la tracció de la coberta de gel. Tot i que els valors recomanats per a A oscil·len entre 3.5 to 10 kg/cm2, els valors de límit inferior són generalment els que s'utilitzen amb finalitats de seguretat. Aquest nivell de conservadorisme es justifica perquè, a diferència dels materials fets per l'home com l'acer o el formigó, les cobertes de gel natural contenen inherentment una gran quantitat de defectes estructurals (fractures, bosses d'aigua i aire). A més, per a una via pública, que és relativament descontrolada, aquest enfocament introdueix un alt factor de seguretat contra avenços i, per tant, és desitjable. Per a les carreteres industrials, el disseny pot ser menys conservador per poder gestionar els seus requisits funcionals, és a dir, es poden utilitzar valors A més alts, però sota l'estreta supervisió d'un enginyer professional.
La majoria d'aquestes carreteres estan localitzades al nord del Canadà i únicament estan accessibles en les èpoques de més fredes de l'any. Es construeixen sobre llacs, fins i tot sobre el mar, servint per a connectar menudes illes i mines amb la resta del continent. Una vegada que les temperatures són inferiors a -20 °C per diversos dies, la superfície dels llacs i part del mar es congela totalment amb una capa d'almenys 1 m de gruix. Aquesta capa (sumada a la neu caiguda) permet comunicar aquests punts mitjançant el passatge de camions pesats. Antigament s'utilitzaven trineus llençats per gossos, més tard per bulldozers amb una pala llevaneu i actualment es preparen les carreteres amb màquines llevaneu especialment preparades perquè puga circular qualsevol vehicle convencional. La principal motivació per a usar aquestes perilloses vies de comunicació és per a reduir els costos que suposa enviar i rebre subministraments a aquestes illes.
Les carreteres de gel requereixen una cura especial, sent necessari tractar-les perquè siga possible la circulació de vehicle convencionals. A més la circulació sobre elles és especialment complicada i es realitza per professionals especialitzats, ja que pràcticament no es pot frenar durant tot el trajecte, ni superar determinats paràmetres. És necessari analitzar contínuament el gel per a determinar com és la capacitat de càrrega, sabent açò es podrà determinar el pes màxim, la velocitat màxima i distància mínima que cal exigir perquè la infraestructura suporte el tràfic.
La carretera de gel més llarga té una longitud de 568 km i va de Tibbit a Contwoyto; el 85% del recorregut es realitza sobre llacs gelats.